# Berg (Nordland)
Berg is een plaats in de Noorse gemeente Sømna, fylke Nordland. Berg telt 475 inwoners (2007) en heeft een oppervlakte van 0,65 km².